# JEM
J.E.M är en svensk pop-dance grupp som kom på fjärde plats i X Factor Sverige 2012. Gruppen består av Jeremie Yumba, Elli Flemström och Mergime Murati. Medlemmarna sökte till X Factor som soloartister men sattes ihop till en grupp av jurymedlemmarna Orup, Andreas Carlsson, Marie Serneholt och Ison Glasgow på bootcampen.
Gruppens debutsingel Zoom släpptes i augusti 2013 bland annat på iTunes. Namnet J.E.M står för första bokstäverna i deras namn, Jeremie, Elli och Mergime.
I november 2013 blev det klart att J.E.M skulle delta i Melodifestivalen 2014 med låten "Love Trigger" i festivalens andra deltävling i Linköping. Därifrån gick bidraget vidare till Andra chansen där det kom på sjätte plats.

## Medlemmar
- Jeremie Yumba, född 19 januari 1993 i Linköping. Yumba är rappare. Han sjöng "Airplanes" av B.o.B och Hayley Williams på sin X-Factor-audition.
- Elli Flemström, född 9 juli 1990 i Gimo. Flemström är sångerska. Hon sjöng "The Edge of Glory" av Lady Gaga på sin X-Factor-audition.
- Mergime Murati, född 20 december 1992 i Hörby. Murati är sångerska och rappare. Hon sjöng en blandning av "Turnin' Me On" av Keri Hilson och Lil' Wayne och "Give It To Me Right" av Melanie Fiona på sin X-Factor-audition.

## Diskografi

### Singlar
- 2014 - Love Trigger (6 spårs-EP)
- 2013 - Zoom